# John Dillinger
John Herbert Dillinger, Jr. (n. 12 iunie 1903, Indiana, SUA – d. 22 iulie 1934, Chicago, Illinois, SUA) a fost un jefuitor de banci în Marea criză din Statele Unite ale Americii. El a fost acuzat, dar niciodată condamnat, pentru uciderea unui polițist din East Chicago, Indiana, singura omucidere de care a fost suspect. Împreună cu banda sa, a jefuit peste 20 de bănci și patru stații de poliție. A fost prins de FBI dar a evadat din închisoare de două ori.
Perioada 1933-1934 a fost văzută ca perioada de glorie a bandiților vremii Marii crize. Dintre aceștia, Dillinger a fost cel mai celebru, ieșind în evidență chiar și prin comparație cu infractori mai violenți, cum ar fi Baby Face Nelson, Pretty Boy Floyd, Bonnie și Clyde. Mass-media relatau frecvent în mod exagerat curajul și bravada lui Dillinger, precum și personalitatea sa colorată. Guvernul a cerut existența unor organe federale de anchetă, chiar după moartea lui, iar J. Edgar Hoover a dezvoltat un Birou Federal de Investigații mai sofisticat, ca armă împotriva crimei organizate și s-a folosit de Dillinger și de banda lui pentru a-și promova campania pentru înființarea FBI.
După ce a scăpat de poliție în patru state timp de aproape un an, Dillinger a fost rănit și s-a întors la casa tatălui său pentru a se recupera. A revenit la Chicago în iulie 1934, și a fost ucis de poliție și de agenții federali informați despre prezența lui de Ana Cumpănaș, proprietara unui bordel pe care îl frecventa Dillinger. La data de 22 iulie, poliția și Direcția de Investigare a Crimei Organizate s-au apropiat de el la cinematograful „Biograph Theater”. Agenții federali în frunte cu Melvin Purvis au încercat să-l aresteze în vreme ce pleca de la spectacol. Dillinger a scos o armă și a încercat să fugă, deschizând focul; a fost împușcat de trei ori și ucis.